# Jekaterina Ivanova
Jekaterina Jevgenijevna Ivanova (Cyrillisch: Екатерина Евгеньевна Иванова) (Moskou, 18 december 1987) is een professioneel tennisspeelster uit Rusland. Ze begon op haar vijfde jaar met het spelen van tennis. Haar favoriete ondergrond is gravel. Zij speelt rechtshandig en heeft een tweehandige backhand.
In 2002 speelde ze haar eerste ITF-toernooi. In 2005 won ze haar eerste ITF-toernooi in Boekarest, Roemenië.
In 2013 trad ze in het huwelijk met haar coach Andre Lopes. Sindsdien speelt zij onder de naam Jekaterina Lopes.

## Posities op deWTA-ranglijst
Positie per einde seizoen:
| jaartal | ranking enkelspel | ranking dubbelspel |
| ------- | ----------------- | ------------------ |
| 2013    | 909               | –                  |
| 2012    | 313               | 503                |
| 2011    | 152               | 153                |
| 2010    | 152               | 248                |
| 2009    | 144               | 162                |
| 2008    | 158               | 254                |
| 2007    | 202               | 229                |
| 2006    | 191               | 167                |
| 2005    | 480               | 450                |
| 2004    | 642               | –                  |
| 2003    | 712               | –                  |
| 2002    | 694               | 955                |

## Prestatietabel grandslamtoernooien
| Legenda | Legenda                          |
| ------- | -------------------------------- |
| g.t.    | geen toernooi gehouden           |
| l.c.    | lagere categorie                 |
| –       | niet deelgenomen                 |
| G       | uitgeschakeld in de groepsfase   |
| 1R      | uitgeschakeld in de eerste ronde |
| 2R      | uitgeschakeld in de tweede ronde |
| 3R      | uitgeschakeld in de derde ronde  |
| 4R      | uitgeschakeld in de vierde ronde |
| KF      | uitgeschakeld in de kwartfinale  |
| HF      | uitgeschakeld in de halve finale |
| F       | de finale verloren               |
| W       | het toernooi gewonnen            |
| w-v     | winst/verlies-balans             |

### Enkelspel
| Toernooi        | 2008 |    | 2010 |
| --------------- | ---- | -- | ---- |
| Australian Open | 1R   | –  |      |
| Roland Garros   | –    | 1R |      |
| Wimbledon       | –    | –  |      |
| US Open         | –    | –  |      |